# Pratt & Whitney
La Pratt & Whitney è un'industria aerospaziale statunitense specializzata nella progettazione, sviluppo e commercializzazione di motori aeronautici e turbine a gas per uso civile e militare, oltre a motori a razzo per la propulsione spaziale, generatori per l'industria, motori marittimi, motori per locomotive.
Gli oltre 38.500 dipendenti ed il sostegno di più di 9.000 clienti in 180 paesi in tutto il mondo fanno della Pratt & Whitney una delle tre più grandi aziende del settore assieme alla statunitense General Electric ed alla britannica Rolls-Royce plc. Con esse ha comunque stipulato delle joint venture: con la Rolls-Royce plc ha creato la International Aero Engines e con la General Electric la Engine Alliance.

## Storia
Nel 1925, Frederick Rentschler contattò la Pratt & Whitney Machine Tool Company di Hartford, nel Connecticut, con la richiesta di finanziare la costituzione di una nuova azienda per poter produrre un nuovo motore per il mercato aeronautico. La Pratt & Whitney ritenne la proposta tanto interessante da erogare un prestito a Rentschler di 250.000 $ concedendo inoltre l'uso del proprio nome ed un settore dei propri stabilimenti. Nacque così la Pratt & Whitney Aircraft Company.
Il primo motore marchiato Pratt & Whitney, l'R-1340 Wasp da 425 hp (317 kW), venne completato alla vigilia di Natale del 1925 e già nel marzo del 1926, dopo soli tre test davanti alla commissione esaminatrice, ottenne dalla U.S. Navy il certificato di omologazione a cui seguì, nell'ottobre dello stesso anno, un ordine per la fornitura di 200 unità.
Le ottime caratteristiche fornite dal "Wasp" in termini di prestazioni ed affidabilità diedero una svolta determinante nell'evoluzione dell'aeronautica statunitense inaugurando una serie di record ad opera di famosi aviatori come Wiley Post, Amelia Earhart e molti altri che li seguirono poco tempo dopo.
Il successo commerciale dell'R-1340 venne ripetuto con il successivo R-985 Wasp Junior. Entrambi i motori sono ancora utilizzati in tutto il mondo nel settore degli aerei agricoli riuscendo a sviluppare, con gli aggiornamenti tecnici che si sono succeduti fino ai nostri giorni, una potenza superiore a quanto fosse stato ipotizzato nelle specifiche originali del progetto. I ricambi di entrambi i motori sono ancora oggi in produzione ed è teoricamente possibile assembleare un nuovo motore completo dalle parti a disposizione per la manutenzione dei motori esistenti.
Nel 1929, Rentschler concluse la sua collaborazione con la Pratt & Whitney Machine Tool per fondare la United Aircraft and Transport Corporation, che successivamente darà origine alla United Technologies Corporation. Gli accordi stipulati gli permisero tuttavia di poter utilizzare nuovamente il marchio Pratt & Whitney anche nella produzione dei nuovi modelli.
Il 2 agosto 2005 la Pratt & Whitney rilevò  dalla Boeing la Rocketdyne, azienda specializzata nella produzione di motori per astronautica, ridesignando la denominazione aziendale Pratt & Whitney Rocketdyne, Inc.
Pratt & Whitney ha il suo quartier generale ad East Hartford, nel Connecticut mentre gli stabilimenti di produzione sono situati nel territorio nazionale a Columbus, in Georgia, Cheshire e Middletown (Connecticut) nel Connecticut, Dallas, nel Texas, West Palm Beach, in Florida, e North Berwick, nel Maine. Inoltre è presente anche uno stabilimento in Canada a Toronto, Ontario.

## Prodotti

### Motori civili
- JT3D/TF33 (Boeing 707, Douglas DC-8, Shanghai Y-10)
- JT4A (Boeing 707, Douglas DC-8)
- JT8D (Boeing 727, Boeing 737, Dassault Mercure, Douglas DC-9, McDonnell Douglas MD-80, Sud Aviation Caravelle)
- JT9D (Airbus A300, Airbus A310, Boeing 747, Boeing 767, McDonnell-Douglas DC-10)
- JT12/J60 (North American Sabreliner)
- PW1000G (Bombardier CSeries, Irkut MS-21, Mitsubishi Regional Jet, Airbus A320neo)
- PW2000/F117 (Boeing 757, Ilyushin Il-96M)
- PW4000 (Airbus A300, Airbus A310, Airbus A330, Boeing 747, Boeing 767, Boeing 777, McDonnell Douglas MD-11)
- PW6000 (Airbus A318)
- GP7000 (Airbus A380)
- IAE V2500 (Airbus A319, Airbus A320, Airbus A321, McDonnell Douglas MD-90)

### Motori militari
- J42 (JT6) (Rolls-Royce Nene)
- J48 (JT7) (Rolls-Royce Tay)
- J52 (JT8A)
- J57 (JT3C)
- TF33 (JT3D)
- J58 (JT11D)
- J75 (JT4A)
- TF30 (JT10)
- F100 (JTF22)
- F119 (PW5000)
- F135 (derivato dal F119)
- PW1120 (derivato dal F100)

### Motorialternativi
- Pratt & Whitney R-1340 (Wasp)
- Pratt & Whitney R-1690 (Hornet)
- Pratt & Whitney R-985 (Wasp Junior)
- Pratt & Whitney R-1535 (Twin Wasp Junior)
- Pratt & Whitney R-1830 (Twin Wasp)
- Pratt & Whitney R-2000 (Twin Wasp)
- Pratt & Whitney R-2180
- Pratt & Whitney R-2800 (Double Wasp)
- Pratt & Whitney R-4360 (Wasp Major)

### Motori turboelica
- Pratt & Whitney T34 (Aero Spacelines Super Guppy, Boeing KC-97 Stratofreighter, Douglas C-124 Globemaster II, Douglas C-133 Cargomaster, YC-121F Super Constellation)